# Touraillage

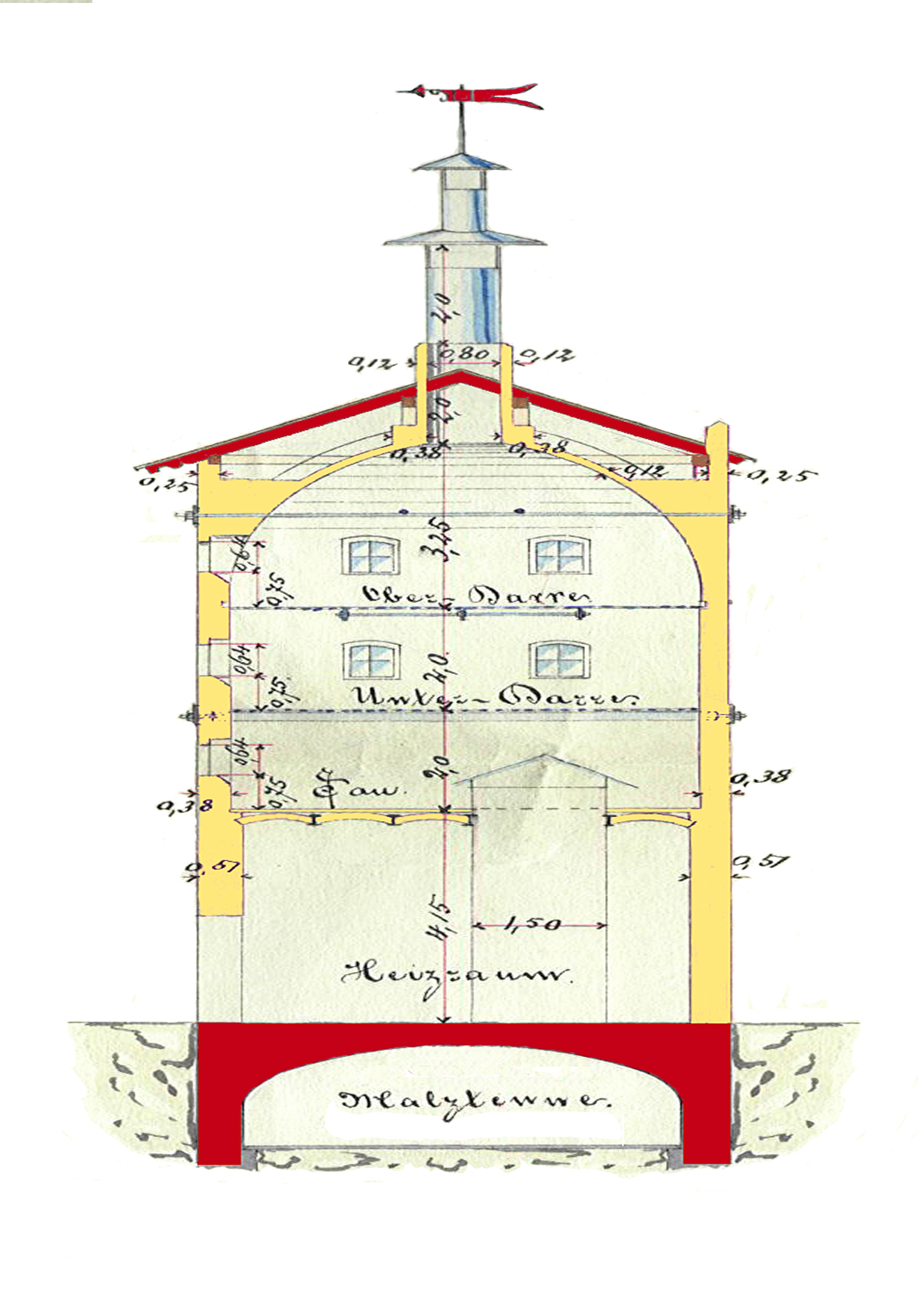
Touraille de malt, Osthofen

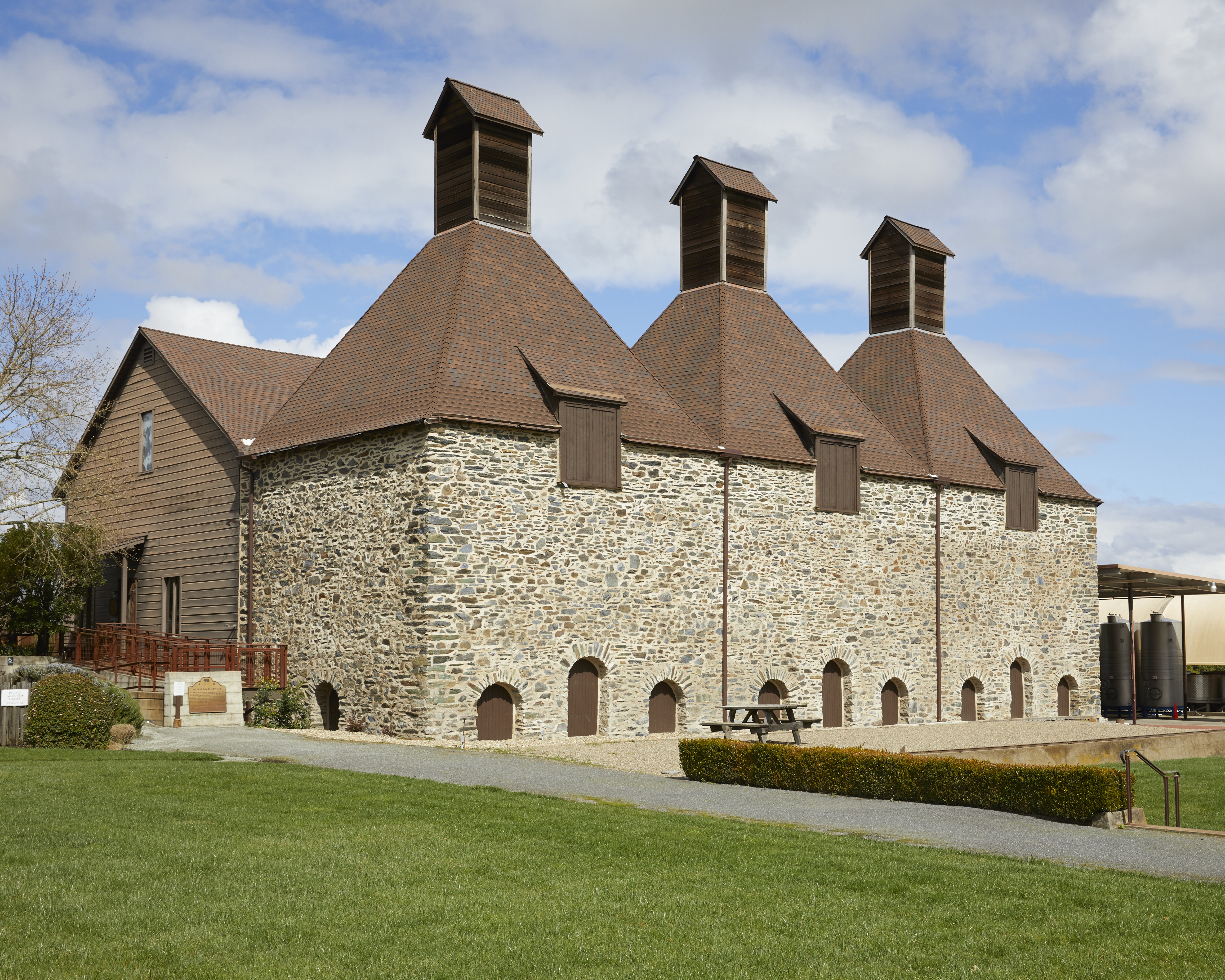
Le Walters Ranch, bâtiment de touraillage à Healdsburg, Californie, Photo mars 2019.

Le touraillage est la dernière des étapes du maltage après le nettoyage, la trempe et la germination. Cette opération consiste à sécher et à donner du goût, par de l'air chaud,  au malt vert provenant de la germination, dans une touraille.
Le touraillage dure 24 à 48 heures. L'humidité du malt passe de 45 % à 4 %, par ventilation avec de l'air chaud dont on augmente progressivement la température, de 50 °C à 60 °C au démarrage, jusqu'à 85 °C pour les malts standard (Pilsen) et jusqu'à 110 °C pour les malt Munich. Cette température est maintenue pendant trois à quatre heures : c'est ce que l'on nomme le coup de feu. C'est à ce moment qu'apparaît le goût du malt ; la température atteinte en fin de touraillage détermine la couleur du malt. De même, le taux d'humidité détermine le goût de caramel.